# Suécia nos Jogos Olímpicos de Inverno de 1952
A Suécia competiu nos Jogos Olímpicos de Inverno de 1952, realizados em Oslo, Noruega.